# Behar Heinemann
Behar Heinemann (geb. 26. Januar 1969 in Prizren) ist eine deutsch-kosovarische Publizistin, Menschenrechtleri, Künstlerin und Fotografin. Mit ihrem Wirken setzt sie sich seit vielen Jahren für die Minderheit der Roma ein, der sie selbst angehört.

## Herkunft, Familie und beruflicher Werdegang
Sie wurde noch zu Zeiten des sozialistischen Jugoslawien im Jahre 1969 in der Stadt Prizren (heute im Kosovo) als drittletztes Kind einer der Roma-Minderheit angehörigen Großfamilie geboren. Ihr Vater, Haxhi Zylfi Merxha (1934–16. Mai 2015), war von 2000 bis 2012 Abgeordneter im kosovarischen Parlament. Zugleich war er Gründer der Vereinigten Roma-Partei des Kosovo (Parta Romani Yekhipeski pi Kosova Romanes) und ihr Vorsitzender von 2000 bis 2015. Haxhi Zylfi Merxha war der einflussreichste und bedeutendste Führer der Roma-Minderheit im Kosovo und weit über die Grenzen des Landes hinaus im Balkan bekannt und anerkannt. Er knüpfte gute Beziehungen zur bundesdeutschen Politik und stellte die Verbindung zum Zentralrat Deutscher Sinti und Roma her. Bereits zu dieser Zeit wurde er tatkräftig durch seine Tochter Behar unterstützt.
Behar Heinemann machte 1987 ihr Abitur in Prizren. Als eines von nur ganz wenigen Roma-Mädchen wurde sie an der Medizinischen Universität Prishtina zugelassen und nahm dort ihr Studium auf. Wegen der Kriegswirren in der Zeit ab 1991 konnte sie ihr Studium nicht planmäßig abschließen. Sie übersiedelte 1992 nach Deutschland und durchlief anschließend mehrere berufsqualifizierende Ausbildungen. Zuletzt erwarb sie 2014 einen Abschluss als Personal-Trainerin bei einem privaten Studieninstitut.
Parallel dazu engagierte sich Behar Heinemann für die Minderheit der Roma. Sie verwirklichte zahlreiche Projekte und brachte dadurch eine eigene Sichtweise in die Themen Antiziganismus, Diskriminierung, Hilfe und Selbsthilfe ein. Als Coach liegt ihr zudem sehr an Bildung und Erziehung. Sie ist Vorsitzende des von ihr gegründeten Vereins Die Chance e. V. – Bildung, Kunst, Kultur, Gesundheit und Sport für Roma und Nicht-Roma.

## Autorin
Als Autorin und Publizistin machte sie sich mit ihrem 2017 veröffentlichten Buch Romani Rose – ein Leben für die Menschenrechte (erschienen im Verlag danube books) einen Namen. Darin zeichnet sie die Entwicklung der Bürgerrechtsbewegung deutscher Sinti und Roma seit ihren Anfängen bis zur Gegenwart nach. Zuvor hatte sie den vielbeachteten Festakt anlässlich von 45 Jahren Bürgerrechtsbewegung deutscher Sinti und Roma in Berlin organisiert, an dem auch die deutsche Bundeskanzlerin Angela Merkel teilnahm. In Zusammenarbeit mit dem Zentralrat deutscher Sinti und Roma gestaltete sie auch eine Wanderausstellung zum gleichen Thema, die in 25 Schautafeln die markanten Meilensteine in der jahrzehntelangen Entwicklung der Bürgerrechtsbewegung aufzeigt.
Das Buch Romani Rose – Ein Leben für die Menschenrechte wurde mehrfach bei Lesungen sowie Vorträgen an Schulen und Hochschulen vorgestellt; es dient häufig als Referenz bei den zahlreichen Podiumsdiskussionen und Seminaren, zu denen Behar Heinemann eingeladen wird.

## Künstlerin und Fotografin
Neben ihren Aktivitäten als Aktivistin und Publizistin ist Behar Heinemann Künstlerin und Fotografin. Auch dabei thematisiert und verarbeitet sie Motive im Zusammenhang mit der Minderheit der Roma. Ihre Ausstellung „Kunst kennt keine Grenzen“, mit der sie sich in Wasserburg am Inn, Ulm, Mannheim und Berlin an die Öffentlichkeit wandte, fand ein überaus positives Echo.

## Sprachen
Neben Deutsch spricht Behar Heinemann Romanes, Albanisch, Serbokroatisch und Türkisch. Sie verfügt über Grundkenntnisse in Englisch.

## Privates
Behar Heinemann ist verheiratet und lebt seit 1992 in Deutschland.